# Hipposideros megalotis
Hipposideros megalotis је сисар из реда слепих мишева и фамилије Hipposideridae.

## Угроженост
Ова врста није угрожена, и наведена је као последња брига јер има широко распрострањење.

## Распрострањење
Ареал врсте покрива средњи број држава. 
Врста има станиште у Етиопији, Саудијској Арабији, Сомалији, Кенији, Џибутију и Еритреји.

## Станиште
Станишта врсте су саване, полупустиње и пустиње. 
Врста је по висини распрострањена до 2000 метара надморске висине.